# 음력 9월 22일
음력 9월 22일은 음력 9월의 22번째 날이다.

## 사건
- 1999년 - 대한민국 인천광역시 소재 인현동 호프집 화재 참사가 발생하여 중고생을 비롯한 52명이 숨지고 71명이 부상당함.

## 탄생
- 1752년 - 조선의 제 22대 국왕 조선 정조.
- 1852년 - 일본의 제 122대 국왕 메이지 천황.
- 1956년 - 대한민국의 방송인 이영돈.
- 1977년 - 대한민국의 아나운서 이승연.
- 1982년 - 대한민국의 가수 아이비.
- 1990년 - 대한민국의 아나운서 석지연.
- 1991년 - 대한민국의 아나운서 박지민.
- 1998년 - 대한민국의 가수, 배우 MC그리.

## 사망
- 1374년 - 고려 31대 국왕 공민왕.

## 같이 보기
- 음력 360일: 1월 2월 3월 4월 5월 6월 7월 8월 9월 10월 11월 12월
- 전날:9월 21일 다음날:9월 23일 - 전달:8월 22일 다음달:10월 22일
- 양력:9월 22일
- 음력, 윤달